# Ouyang Sha-fei
 (mai 2018).
Si vous disposez d'ouvrages ou d'articles de référence ou si vous connaissez des sites web de qualité traitant du thème abordé ici, merci de compléter l'article en donnant les références utiles à sa vérifiabilité et en les liant à la section « Notes et références ».
Ouyang Sha-fei (chinois : 歐陽莎菲) est une actrice hongkongaise née le 9 septembre 1924 et morte le 8 mars 2010, ayant joué dans plus de 250 films, d’abord dans le cadre du cinéma de Shanghai puis de celui de Xiāng-gǎng. 
Elle est comparée à Barbara Stanwyck ou Gloria Grahame, et s’illustre dans les années 40 dans le genre du film noir.
Mariée au réalisateur Tu Guang-qi, elle émigre avec ce dernier à Xiāng-gǎng en 1950 où elle poursuit sa carrière, le plus souvent en tant que second rôle à partir des années 60 et de son entrée aux studios Shaw Brothers. Elle obtient ainsi le Golden Horse Award du meilleur second rôle féminin pour son interprétation dans Too Late for Love (1967).
Au cours de sa longue carrière elle aura joué dans des films de genres très différents : film d'espionnage, comédie musicale, film érotique, comédie sentimentale, wuxiapian, sexploitation etc

## Filmographie
- 1946 : Code n°1
- 1963 : The Love Eterne
- 1964 : The Story of Sue San
- 1967 : Too Late for Love
- 1968 : Mist Over Dream Lake
- 1968 : The Sword of Swords
- 1968 : When the Clouds Roll By : madame Qiu
- 1969 : Dear Murderer
- 1969 : La diablesse aux mille visages
- 1970 : Double Bliss
- 1972 : Les 14 Amazones
- 1973 : The House of 72 Tenants
- 1975 : The Empress Dowager
- 1977 : Le Rêve dans le pavillon rouge (film, 1977)
- 1977 : Hong Kong Emmanuelle
- 1977 : Dreams of Eroticism
- 1977 : Starlets for Sale
- 1978 : La Vengeance de l'aigle
- 1978 : Les démons du karaté : 3ème Tante
- 1979 : Le Poing de la vengeance
- 1983 : Seeding of a Ghost
- 1990 : Histoire de fantômes chinois 2